# Uwe Körner
Uwe Körner (* 14. April 1965) ist ein ehemaliger deutscher Volleyball- und Beachvolleyballspieler.

## Karriere Halle
Uwe Körner spielte Hallenvolleyball beim MTV Celle, mit dem er 1985 in die deutsche Bundesliga aufstieg. 1986 wechselte er zum Hamburger SV, mit dem er 1987 deutscher Meister wurde. Anschließend ging der Zuspieler zum Ligakonkurrenten SC Fortuna Bonn, wo er im Juni 1991 in den Ranglisten des deutschen Volleyballs als Universalspieler auftauchte. Danach wechselte Körner zum 1. VC Hamburg und gewann hier 1992 den DVV-Pokal. 1994/95 war er beim 1. SC Norderstedt aktiv. Von 1995 bis 1999 spielte Körner beim Hamburger Zweitligisten Eimsbütteler TV und von 1999 bis 2001 beim TV Eiche Horn Bremen in der Regionalliga.

## Karriere Beach
Von 1991 bis 2001 spielte Uwe Körner auch Beachvolleyball, vorwiegend auf nationalen Turnieren. Seine Partner waren u. a. Ralf Jeder, mit dem er 1993 an der ersten Beachvolleyball-Europameisterschaft teilnahm, Stefan Hübner, Christian Tiemann, mit dem er das erste Kühlungsborner Turnier gewann, Lars-Björn Freier, Sören Resch, Torsten Schulz und Daniel Sander.

## Privates
Uwe Körner ist seit 2004 mit Anja verheiratet. Die Tochter der beiden heißt Allegra.